# Parambassis altipinnis
Parambassis altipinnis là một loài cá nước ngọt thuộc họ Ambassidae. Nó là loài đặc hữu Tây New Guinea ở Indonesia.